# 我は海の子 (映画)

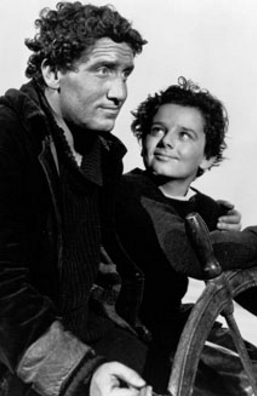
フレディ・バーソロミュー（右）とスペンサー・トレイシー

『我は海の子』（われはうみのこ、原題・英語: Captains Courageous）は、1937年に製作・公開されたアメリカ合衆国の映画である。ラドヤード・キップリングの原作を基にヴィクター・フレミングが監督、子役フレディ・バーソロミューとスペンサー・トレイシーらが出演した。

## キャスト
- ハーヴェイ・シェイン：フレディ・バーソロミュー
- マヌエル・フィデロ：スペンサー・トレイシー
- ディスコ・トループ：ライオネル・バリモア
- フランク・バートン・シェイン（ハーヴェイの父）：メルヴィン・ダグラス
- ダン：ミッキー・ルーニー
- ロング・ジャック：ジョン・キャラダイン

## スタッフ
- 監督：ヴィクター・フレミング
- 製作：ルイス・D・ライトン
- 脚色：ジョン・リー・メイヒン、マーク・コネリー、デイル・ヴァン・エヴェリー
- 音楽：フランツ・ワックスマン
- 撮影：ハロルド・ロッソン
- 編集：エルモ・ヴェロン
- 美術：セドリック・ギボンズ
- 録音：ダグラス・シアラー

## アカデミー賞受賞・ノミネーション
- 受賞
  - 主演男優賞：スペンサー・トレイシー
- ノミネーション
  - 作品賞
  - 脚色賞：ジョン・リー・メイヒン、マーク・コネリー、デイル・ヴァン・エヴェリー
  - 編集賞：エルモ・ヴェロン